# 邯郸之战

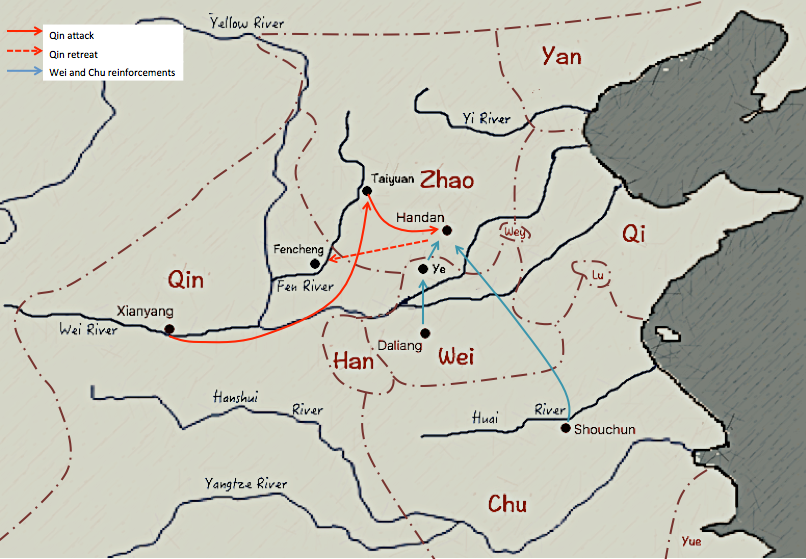
戰國時代的秦趙邯鄲之戰。

邯鄲之戰發生於前259年－前257年年間，是戰國時代秦國攻打趙國與趙、魏、楚三國聯軍在趙國國都邯鄲城進行的一場城池攻防戰爭，嚴格來說是長平之戰的延續。結果，秦國受到了自商鞅變法後少有之一場大敗，使六国得以延续三十年国祚。

## 背景
前260年九月，趙國主力部隊在長平之戰中被盡數殲滅，全國上下沉浸在失去親人的痛苦之中。十月，秦軍再次攻佔上黨郡，而白起估計剩餘兵力還夠滅趙，兵分兩路，王齕一路攻下皮牢（今山西省翼城縣東北），司马靳一路攻下太原（今山西省太原市）。韓、趙兩國大為恐慌，派遣蘇代攜帶重金對秦國國相范雎進行遊說。范雎擔心武安君白起功高而影響自己的仕途，所以用秦國士兵在長平之戰也損失慘重為由，勸說秦昭襄王答應韓、趙兩國求和以趁機休養。秦昭襄王聽從范雎的評估，答應韓國割讓垣雍（今河南省原陽縣西北）、趙國割讓六座城池為條件談和。雙方於前259年正月停戰，白起得知此事後與范雎產生矛盾。
趙孝成王準備按和約割讓六城時，大臣虞卿認為割地給秦國，只會讓秦國更加強大，不抵抗割地求和只會加速趙國的滅亡。虞卿建議以六座城池賄賂齊國，交好燕國和韓國，聯合魏國、楚國共同抗秦國，趙孝成王採納虞卿的建議，在國內積極備戰。
秦昭襄王見趙國違反約定不割讓六城，反而與東方諸國聯合對付秦國，準備進攻趙國。白起因為此時患病，不能帶軍征戰。秦昭襄王便向他詢問其意見。白起說：「長平之戰中，秦軍大勝，趙軍大敗。秦國人戰死的給予厚葬，受傷的給予精心治療，有功績的設酒食給予慰勞，百姓假借祭祀之名聚會，浪費了財物；趙國人戰死的無人收殮，受傷的得不到治療，軍民哭泣哀號，齊心協力恢復生產。雖然現在大王所派的兵力糧草倍於之前，但我預料趙國的守備力量是以前的十倍。趙國從長平之戰以來，君臣都憂愁恐懼，早上朝，晚退朝，用謙卑的言辭、貴重的禮品向四方派出使節，與燕、魏、齊、楚結為友好盟邦。他們千方百計，同心同德，致力於防備秦國來犯。現在趙國國內財力充實，加上外交成功，在這個時候未可攻打趙國。」

## 戰爭過程
前259年九月，秦昭襄王不聽從白起的勸告，派五大夫王陵率大軍三十萬攻打趙國國都邯鄲（今河北省邯鄲市），趙國大將廉頗率趙軍十萬頑強抵抗，王陵戰至第二年，仍不能取勝。前258年，秦國增兵十萬支援王陵，秦軍陣亡四萬餘。秦昭襄王命白起接替王陵為帥，白起稱病推辭，秦昭襄王改令王齕接替王陵為主將，增兵十萬繼續圍攻邯鄲。秦軍死傷過半，仍不能下。邯鄲城內糧食耗盡，趙孝成王被迫向魏、楚兩國求救。

### 毛遂自薦 穎脫而出
前258年，趙國國相平原君趙勝奉命出使楚國。約定各帶二十名文武雙全的門客，平原君卻只選拔出十九人。門客毛遂自薦隨往，平原君以為他在門下三年，未聞其能，不肯帶他去。毛遂說：「臣乃今日請處囊中耳。使遂蚤得處囊中，乃穎脫而出，非特其末見而已。」平原君正用人之際，就帶毛遂同去了。隨行的十九人相視而笑。
平原君一行來到楚國，向楚考烈王陳述合縱抗秦的利害關係，但是楚考烈王還是猶豫不決。毛遂於是拔劍而前，走近楚考烈王說：「王之所以叱遂者，以楚國之眾也。今十步之內，王不得恃楚國之眾也，王之命懸於遂手。吾君在前，叱者何也？且遂聞湯以七十里之地王天下，文王以百里之壤而臣諸侯，豈其士卒眾多哉，誠能據其勢而奮其威。今楚地方五千里，持戟百萬，此霸王之資也。以楚之彊，天下弗能當。白起，小豎子耳，率數萬之眾，興師以與楚戰，一戰而舉鄢郢，再戰而燒夷陵，三戰而辱王之先人。此百世之怨而趙之所羞，而王弗知惡焉。合縱者為楚，非為趙也。吾君在前，叱者何也？」楚考烈王羞愧，答應與平原君及毛遂歃血而盟定合縱。趙平原君回國後，楚國派春申君率兵十萬去救趙國。

### 竊符救趙
平原君的妻子是信陵君魏無忌的姐姐，平原君多次向魏安釐王和魏無忌送信，請求魏國救援，魏安釐王派將軍晉鄙領兵十萬前去救趙。故秦昭襄王派使者威脅魏王「敢救趙者，拔趙後必擊之」，魏安釐王懼怕，就派人通知晉鄙停止進軍，留在鄴紮營駐防，名為救趙，實挾兩端，觀望形勢發展。信陵君屢次請求魏安釐王出兵，門客也用盡各種辦法勸說，但魏安釐王懼怕強大的秦國，始終不肯聽魏無忌的意見。魏無忌估計魏王已不肯出兵救趙，又不想看着趙國滅亡，唇亡齒寒，於是湊齊戰車一百多輛，打算帶着門客前去趙國和秦軍死拼。
信陵君其後聽信隱士侯嬴的計謀，先請魏王寵妃如姬從魏安釐王的臥室內竊出虎符，因信陵君曾為如姬報殺父之仇，再帶同勇士朱亥至魏軍見晉鄙，拿出兵符假傳魏王的命令要代替晉鄙領軍。晉鄙合了兵符，驗證無誤，但還是表示懷疑，不想交出兵權。信陵君不得已，唯有讓朱亥用鐵椎殺死晉鄙，強行奪權。
魏無忌統領晉鄙的軍隊後，向士兵下令父子都在軍中的，父親歸家，兄弟都在軍中的，兄長歸家，獨子一人的，回家贍養父母；得選年輕精兵八萬去援救趙國。

### 三國破秦
秦相范雎舉薦鄭安平為將，率軍五萬攜帶大量糧草支援王齕，加強對趙進攻。平原君既返趙，邯鄲城中盼望救兵，皆未至，邯鄲之民炊骨易子而食，有出降之議。平原君採納傳舍吏子李談之建議，編妻妾入行伍，盡散家財於士卒，鼓勵軍民共赴國難，募得敢死之士三千人。
前257年九月，魏、楚兩國軍隊先後進抵邯鄲城郊，屢敗秦軍。前257年十一月，秦昭襄王賜死白起。
前257年十二月，李談等三千趙國死士出城反擊，適逢魏楚兩軍救至城外。三國軍隊內外夾擊，秦軍大敗，邯鄲之圍遂解。時值隆冬，野無糧水，秦軍損失慘重；王齕率殘部逃回汾城（今山西侯馬北）；鄭安平所部兩萬餘人被聯軍團團包圍，唯有向趙國投降。

## 影響
由於秦軍從長平之戰開始的一系列巨大損失，聯軍開始乘勝收復失地。前256年（周赧王五十九年、秦昭襄王五十一年、趙孝成王十年）二月餘，王齕反攻魏軍，斬首六千，魏楚联军死二萬人，王齕跟從秦国另一路伐魏部队张唐攻占魏国寧新中，寧新中更名安陽。周赧王號召天下諸侯合縱攻秦。趙將樂乘、慶舍攻秦信梁軍，韓、魏、楚救趙新中，破之，秦兵罷。秦攻滅西周國，同年周赧王崩。此後秦國對外再無大規模戰事，直到秦滅六國之戰。
信陵君矯魏王令、殺晉鄙，故未敢回魏，留趙十年，獲趙王賞鄗為湯沐邑。前255年，秦河東守王稽坐與諸侯通，棄市，秦相范雎失勢辭歸，同年卒。
前251年，燕國攻趙於鄗代，兵敗，趙反包圍燕都。前248年，秦將蒙驁攻下趙太原。前247年，秦將王齕攻下韓上黨。同年，魏公子無忌率五國兵敗卻秦軍於河外，蒙驁解去。